# 물가안정목표제
물가안정목표제(Inflation targeting)란 중앙은행이 명시적인 중간목표 없이 일정기간 동안 달성해야 할 물가목표치를 미리 제시하고 이에 맞추어 통화정책을 운영하는 방식이다.
따라서 물가목표제도하에서 중앙은행은 통화량, 금리, 환율 등 다양한 정보를 활용하여 장래의 인플레이션을 예측하고 실제 물가상승률이 목표치에 수렴할 수 있도록 통화정책을 운영하며 이후 그 성과를 평가하고 시장의 기대와 반응을 반영하면서 정책방향을 수정해 나간다.

## 대한민국
한국은행이 채택하고 있는 통화정책 운영체제로서 통화량 등의 중간목표를 두지 않고 정책의 최종 목표인 “물가상승률”자체를 목표로 설정하고 중기적 시계에서 이를 달성하려 하는 통화정책 운영방식이다.
한국은행은 「한국은행법」 제6조 제1항에 의거 정부와 협의하여 중기 물가안정목표를 설정하고 있다. 2016년 이후 물가안정목표는 소비자물가 상승률(전년동기대비) 기준 2%이며 한국은행은 물가상승률이 중기적 시계에서 물가안정목표에 근접하도록 정책을 운영한다.
이번 물가안정목표는 2016년부터 2018년까지 적용되며, 다음 물가안정목표는 2018년 말 이전에 경제여건을 점검하여 다시 설정한다. 다만, 향후 예상치 못한 국내외 경제충격, 경제여건 변화 등으로 물가안정목표의 변경이 필요할 경우 정부와 협의하여 물가목표를 재설정할 수 있도록 하였다.
물가안정목표제는 1998년부터 도입되었다. 1999년까지는 소비자물가(Headline CPI) 상승률을 기준으로 설정되었으나 2000년부터 2006년까지는 근원인플레이션율(Core CPI 상승률)로 변경되어 운용되었다. 2007년부터는 다시 소비자물가 상승률 기준으로 적용기준이 바뀌어서 운용되고 있다.

## 같이 보기
- 한국은행